# Unteres Berghaus

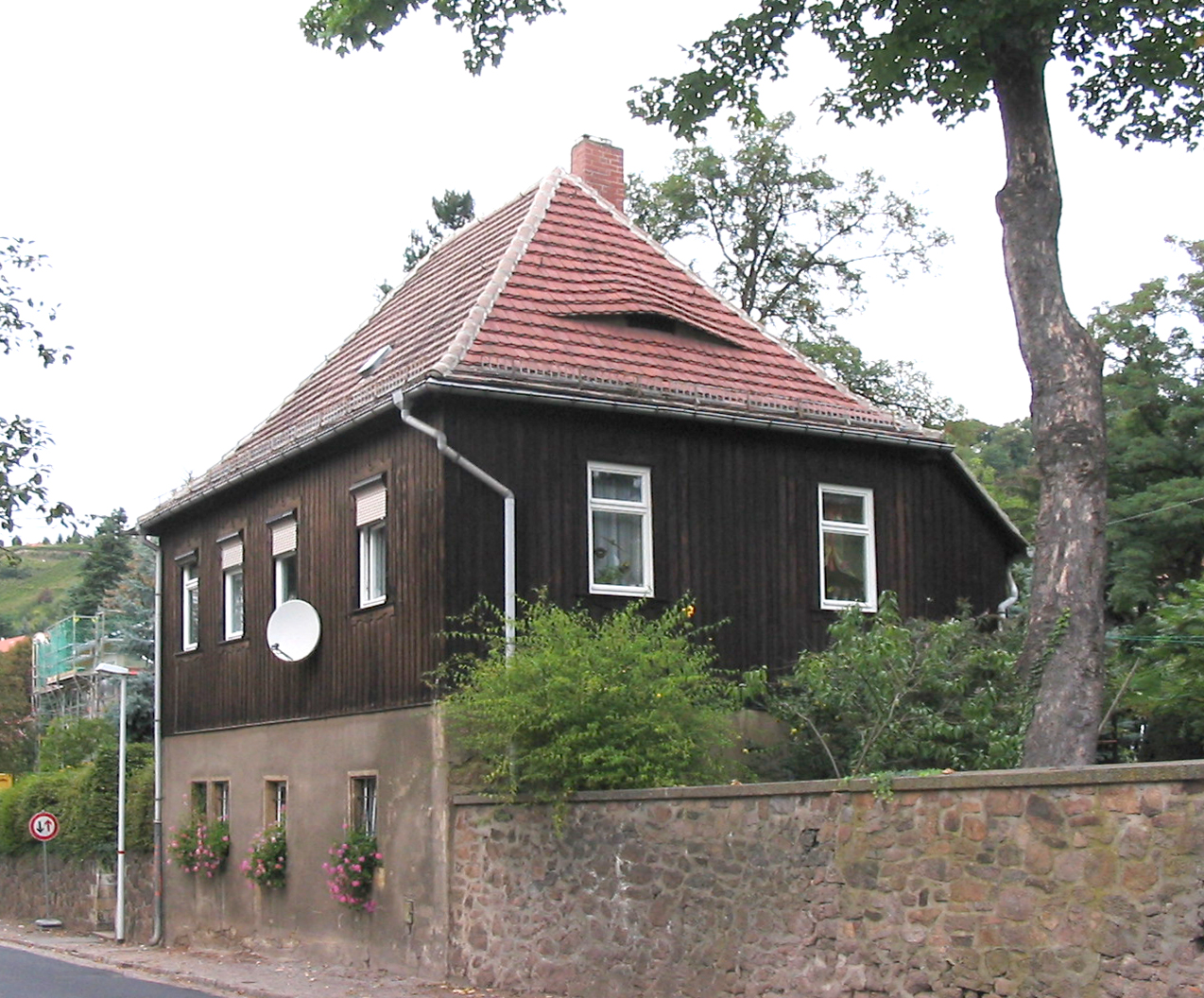
Unteres Berghaus, Süd- und Ostseite

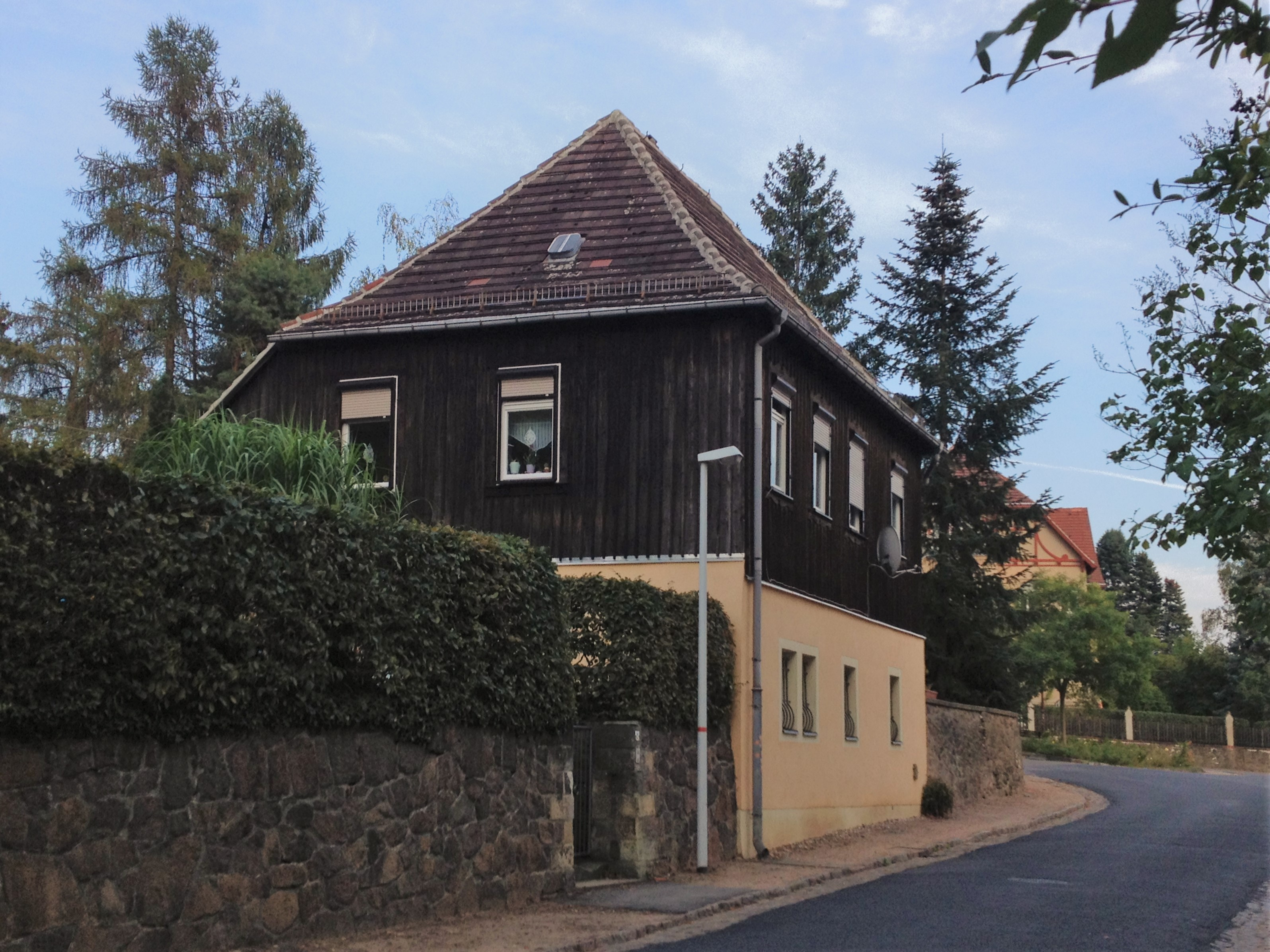
Unteres Berghaus, Süd- und Westseite

Das Untere Berghaus ist ein typisches Winzerhaus der Lößnitz, es liegt im Stadtteil Niederlößnitz des sächsischen Radebeul, Am Jacobstein 2. Das Winzerhaus befindet sich am unteren Ende der Sandleithe, einem der drei Weinberge von Neufriedstein. In den 1820er Jahren lebte dort Johann Peter Hundeiker.

## Beschreibung
Das Untere Berghaus ist zusammen mit der Gartenmauer denkmalgeschützt. Sein Erdgeschoss liegt in der Flucht der hier nach Süden den Abschluss des Weinbergs bildenden Bruchstein-Stützmauern, an der Straße Am Jacobstein. Das Gebäude ist ein gedrungener Kubus, das Erdgeschoss besteht aus massiven Natursteinmauern und das Dach ist ein steiles Walmdach. Das Fachwerk des Obergeschosses wurde später verschalt. Auf der Nordseite, also der Straße abgewandten Seite, befindet sich ein Anbau. Dort ist der bis 1886 offene Laubengang geschlossen und das Dach darüber abgeschleppt.
Im Inneren befindet sich ein Gewölbe, das einen Backofen mit Rauchfang darstellt. Der Rauch stieg von dort in den Schornstein an der Außenmauer, der sich von dort über die Länge des Dachwalmes bis hin zum Dachfirst verzog.

## Geschichte

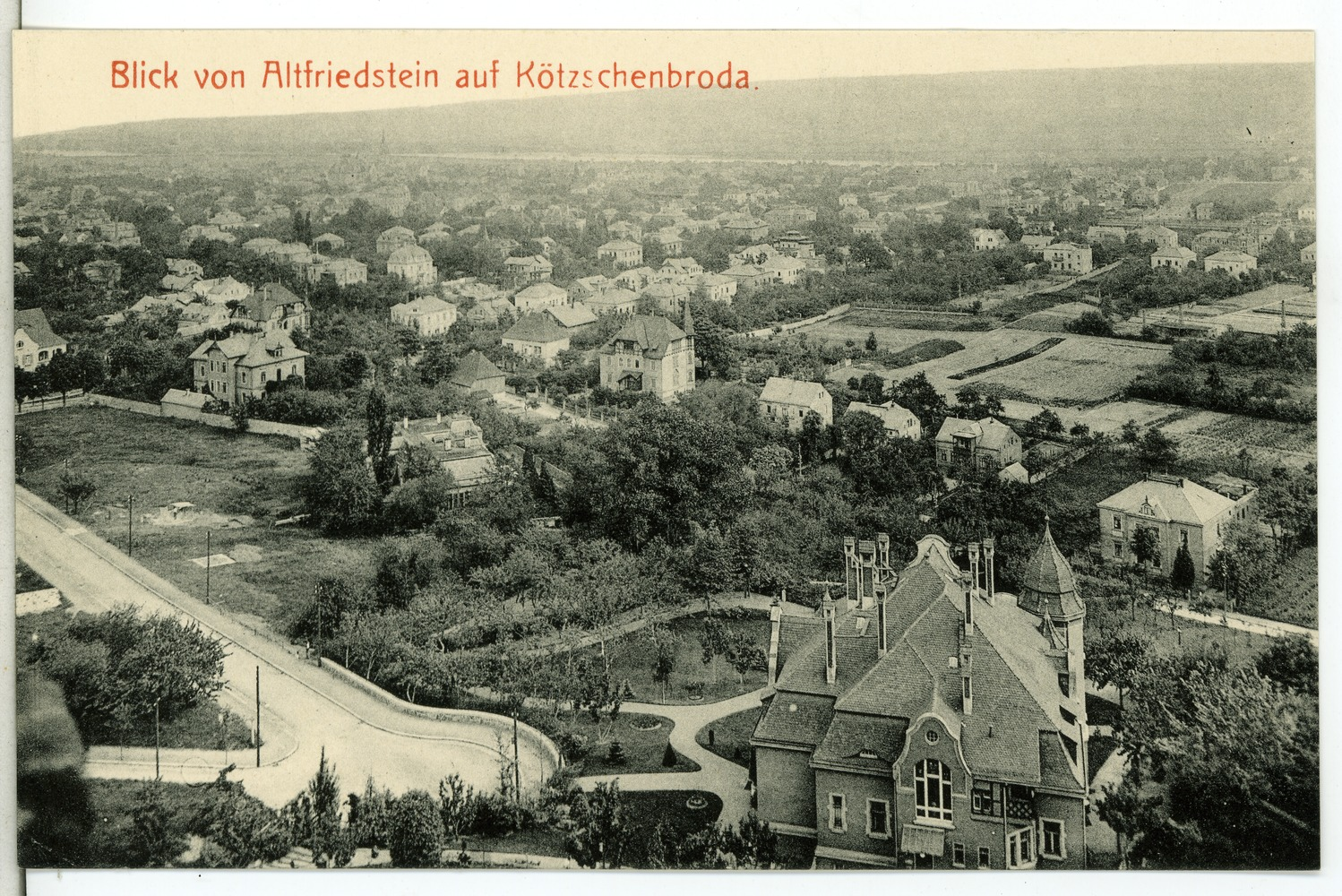
Bildmitte: Unteres Berghaus (1911), links dahinter Haus Liborius, rechts davon Am Jacobstein 1; rechts unten Villa Schwarze

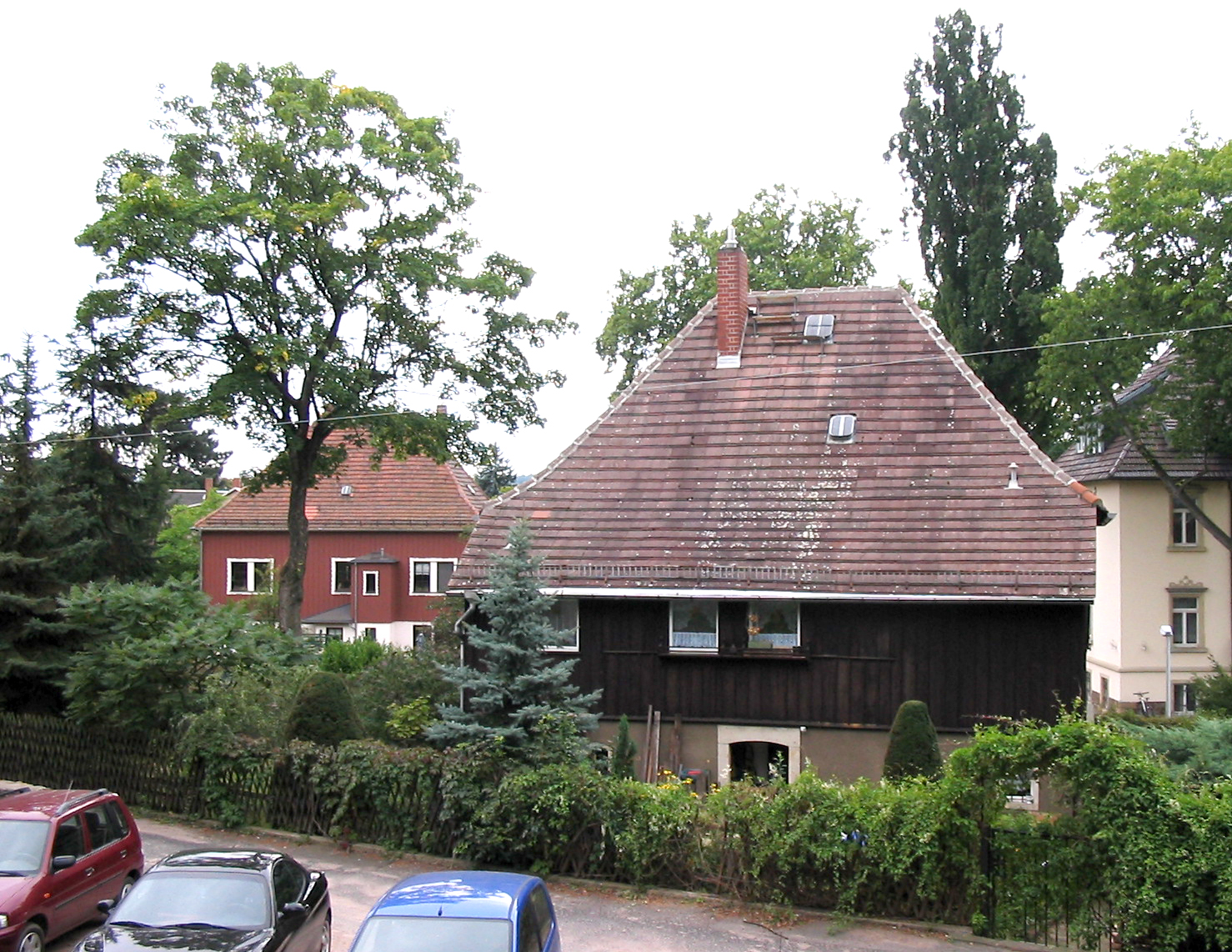
Unteres Berghaus, Nordseite, links hinten Haus Liborius, rechts Villa Am Jacobstein 1

Nachdem der Dresdner Ratsherr Johann George Ehrlich und sein Sohn Johann Gotthold Ehrlich in den Jahren zwischen 1727 und 1749 die drei historischen Weinberge Schild, Sandleithe und Wehlsberg zum Weinbergsbesitz Ehrlich vereint hatten, errichtete Sohn Johann Gotthold um 1750 am unteren Ende des Weinbergsbesitzes ein barockes Winzerhaus.
Im Jahr 1819 zog Hundeiker in die Lößnitz bei Dresden. Dort stellte ihm sein Schwiegersohn Georg Schwarz auf dem Weinberg Sandleithe das Untere Berghaus als Wohnsitz zur Verfügung. Hier widmete sich Hundeiker seinen weiteren schriftstellerischen Arbeiten.
Im Jahr 1853 erhielt das Gebäude einen Anbau, 1860 entstand das Treppenhaus auf der Nordseite, indem der bis dahin offene, freitragende Laubengang im Erdgeschoss durch Erweiterung der massiven Mauern unterfangen wurde. 1886 wurde der Laubengang selbst zugesetzt.
Das Untere Berghaus ist als typisches Beispiel eines der Winzerhäuser der Barockzeit ein „Zeugnis für den jahrhundertelangen Weinbau in der Lößnitz, baugeschichtlich und ortsgeschichtlich von Bedeutung“. Es stand bereits zu DDR-Zeiten als Denkmal der Architektur unter Denkmalschutz.